# Newsfield
Newsfield Publications Ltd (aussi connu sous le nom de Newsfield) est un éditeur britannique de magazines des années 1980 et du début des années 1990.

## Vue d'ensemble
Newsfield Publications Ltd a été fondée par Roger Kean, Franco Frey et Oliver Frey en 1983. Basé à Ludlow, Shropshire, Newsfield a publié un certain nombre magazines populaires de jeu d'ordinateur à partir du milieu des années 1980 jusqu'au début des années 1990. Cette gamme a ensuite été complétée par un certain nombre de magazines traitant de jeux de rôle, de film, d'horreur et de culture pour la jeunesse. En butte à des difficultés financières, l'entreprise a fait faillite vers la fin de 1991.

## Source de la traduction
- (en) Cet article est partiellement ou en totalité issu de l’article de Wikipédia en anglais intitulé « Newsfield » (voir la liste des auteurs).